# Millstätter See Radweg
Der Millstätter See Radweg („R2B“) ist ein 28,2 Kilometer langer Radwanderweg entlang des Millstätter Sees in Kärnten (Österreich). Er ist eine Variante des R2 Ossiacher-See-Radwegs im Kärntner Radwegenetz.

## Verlauf
Am Nordufer des Millstätter Sees führt der Radweg durch die Ortschaften Seeboden, Millstatt, Pesenthein, Dellach und Döbriach und verläuft parallel zur Millstätter Straße (B 98). Am Südufer führt er über eine Forststraße durch die Ortschaft Großegg und wieder zurück nach Seeboden.
Die Strecke von Seeboden nach Döbriach beträgt 12,6 Kilometer und von Döbriach über den Forstweg nach Seeboden 15,6 Kilometer. Der höchste Punkt des Radwegs liegt auf 654 Höhenmeter und befindet sich am Südufer. Bei einer Radrundfahrt betragen der Anstieg sowie der Abstieg 255 Meter.
In Seeboden beginnt der weiterführende R9 Lieser Radweg, welcher durchs Liesertal oder in die Ortschaft Lendorf führt.

## Informationen
Zu den Sehenswürdigkeiten entlang des Radwegs gehören das 1. Kärntner Fischereimuseum, das Stift Millstatt, der Sprungturm im Millstätter Strandbad und die denkmalgeschützte Schlossvilla am Südufer.
Im Frühling und Sommer durchqueren zwei Radfähren den Millstätter See. Diese verkehren jeweils in beidseitiger Richtung zwischen Großegg–Millstatt, Großegg–Seeboden, sowie Großegg–Döbriach.
Ein Anschlussweg in Seeboden und Großegg führt direkt zum Naturschutzgebiet Egelsee. Die Wegbeschaffenheit beider Wege besteht aus Schotterweg, Steig, Waldweg und Wiesenweg und wird daher in der Regel von Mountainbikern und Wanderer bevorzugt.